# Кропоткин, Александр Алексеевич
Князь Алекса́ндр Алексе́евич Кропо́ткин (1841—1886) — русский математик, популяризатор астрономии, брат теоретика анархизма Петра Алексеевича Кропоткина.

## Биография
Родился 10 (22) августа 1841 года в семье генерал-майора Алексея Петровича Кропоткина (1805—1871).
Помещал статьи по астрономии и небесной механике в «Русском богатстве» и специальных французских и английских журналах и публицистику в сибирской прессе. 
При возвращении из Европы в Россию в 1876 году был арестован полицией. В заключении начальника III отделения по его делу говорилось, что вины, предусмотренной законом о наказаниях по политическим преступлениям, за ним нет, но он обнаружил «крайне вредный» образ мыслей, и потому его дело было разрешено не судебным, а административным порядком. Обвинялся в том, что помогал сбежавшему из Петропавловской крепости и проживавшему за границей брату Петру, за что и был сослан в Томскую губернию до 3 сентября 1886 года. Участвовал в издании газеты «Сибирский вестник».
Перед окончанием ссылки жена с тремя малолетними детьми была отправлена им к родственникам в Харьковскую губернию, куда он намеревался отправиться из Сибири. Однако 25 июля (6 августа) 1886 года князь Кропоткин застрелился из револьвера. И хотя «после отъезда семьи, он начал вести не совсем регулярную жизнь, но побудительной причины лишить себя жизни у него не было».

## Семья и дети
Сын — Николай Александрович (1878—1949). Внук — Пётр Николаевич (1910—1996).